# Pfarrkirche Rohrau

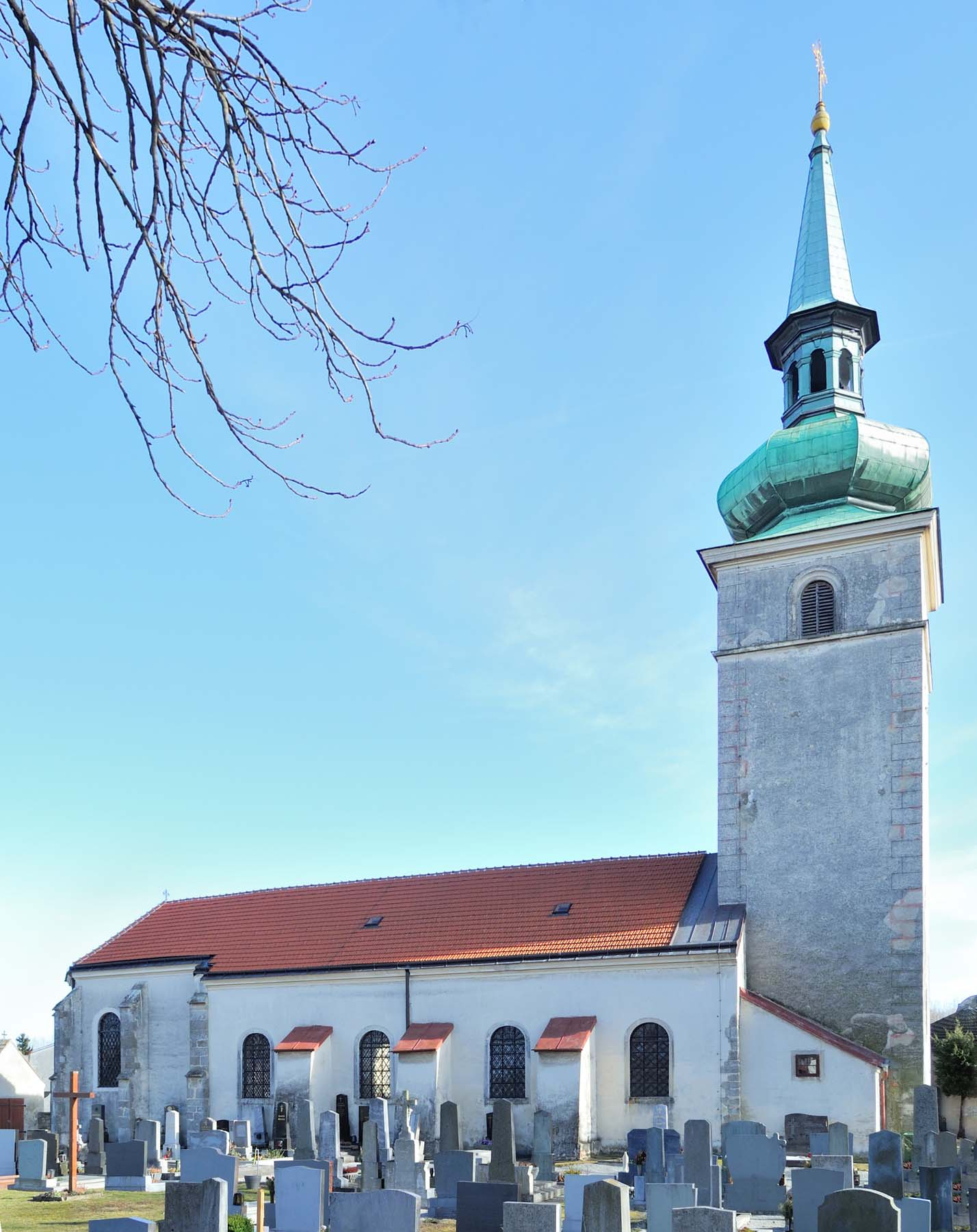
Katholische Pfarrkirche hl. Veit in Rohrau

Die Pfarrkirche Rohrau steht im Norden des Ortes Rohrau in der Marktgemeinde Rohrau im Bezirk Bruck an der Leitha in Niederösterreich. Die dem Patrozinium des Heiligen Veit unterstellte römisch-katholische Pfarrkirche gehört zum Dekanat Bruck an der Leitha im Vikariat Unter dem Wienerwald der Erzdiözese Wien. Die Kirche steht unter Denkmalschutz (Listeneintrag).

## Geschichte
Eine Pfarre wurde für die erste Hälfte des 14. Jahrhunderts angenommen. Die Pfarre wurde 1349 an die Pfarre Hainburg verliehen und wurde damit Vikariat. 1619 war ein Brand. 1683 entstanden Schäden durch den Türkenkrieg. Im Ende des 17. Jahrhunderts wurde die Kirche renoviert und 1693 wieder zur Pfarrkirche erhoben. 1776 war eine Renovierung. 1806 war laut Inschrift im Chor eine Konsekration. 1946 erfolgte eine Restaurierung, 1956 des Turmes, und 1971 innen.
1732 wurde in der Kirche Joseph Haydn getauft.

## Architektur
Die im Kern romanische barockisierte Saalkirche hat einen eingezogenen einjochigen Chor mit einem Fünfachtelschluss und einen hohen wuchtigen vorgestellten Turm.
Es gibt eine fragmentierte Grabplatte mit reliefierter Figur und Wappen aus dem zweiten Viertel des 16. Jahrhunderts wohl zu Graf Leonhard III. von Harrach gestorben 1527.

## Ausstattung
Die Einrichtung ist überwiegend barock.
Der Hochaltar aus dem ersten Drittel des 18. Jahrhunderts hat einen vorschwingenden Säulenaufbau mit seitlichen Opfergangsportalen, er zeigt das Hochaltarbild hl. Veit gemalt von Franz Schams 1859 und trägt die Statuen der Heiligen Paulus und Theresa von Avila aus der Bauzeit und trägt im Giebelauszug die Gruppe Dreifaltigkeit.
Die Seitenaltäre um 1776 sind flächenhafte glatte Retabel mit noch barocker Akzentuierung mit bereits klassizistischen Festons, zeigen links das Leinwandbild der Heiligen Sebastian, Rochus und Rosalia von Schams 1859 und das Oberbild hl. Martin, und rechts das Altarbild Mariahilf. Im Chor gegenüber dem Oratorium steht ein hohes Rahmenretabel mit dem monumentalen Leinwandbild Glorie des hl. Johannes Nepomuk gemalt von Michelangelo Unterberger um 1750 und restauriert 1999, darüber ist ein reliefiertes Wappen der Familie Harrach.
Die neobarocke Kanzel ist aus der zweiten Hälfte des 19. Jahrhunderts.
Die Orgel baute Carl Hesse 1868 und wurde 1982 von Helmut Allgäuer restauriert.

## Friedhof und Friedhofskapelle
Die Kirche ist von einem Friedhof mit einer Bruchsteinmauer umgeben. Das Pfeilerportal aus der ersten Hälfte des 18. Jahrhunderts hat Urnenaufsätze und ein überarbeitetes barockes Schmiedeeisengitter.
Außen an der Friedhofsmauer vorgelagert steht eine große Friedhofskapelle mit seitlichen Pilastern, einem geschwungenen Giebel und Flammenvasenaufsätzen. Die Kapelle wurde in der ersten Hälfte des 18. Jahrhunderts erbaut und wurde 1952/1954 restauriert und im Gedenken an die Opfer der Weltkriege adaptiert.
In der Friedhofskapelle gibt es eine bemerkenswerte holzgeschnitzte Kreuzigungsgruppe mit sechs Figuren aus der ersten Hälfte des 18. Jahrhunderts. Es gibt Gedenktafeln für die Gefallenen beider Weltkriege.